# Football League Championship de 2014–15
A edição 2014–15 do Campeonato da Liga de Futebol Football League Championship é a 112º edição da "Segunda Divisão" do futebol Ingles, a vigésima segunda sob o formato atual.
No final da temporada anterior foram promovidos diretamente para a Premier League o Leicester City, após dez temporadas de ausência, e o Burnley, classificados em primeiro e segundo lugar  respectivamente, no final da temporada regular.
No final do Play-off, depois de ter atingido a 4° posição na classificação, atingiu a promoção 
também o Queens Park Rangers, retornando de maneira imediata para a Premier League.
O Doncaster Rovers (22°), Barnsley (23°) e o Yeovil Town (24°) foram rebaixados para a League One.
Em seus lugares os três rebaixado da Premier League, são o Norwich, Fulham e o Cardiff, respectivamente "18ª, 19ª e 20ª", e os três recém-promovidos da League One: Wolverhampton, Brentford diretamente, e o Rotherham United após os play-offs.

## Equipes participantes
| Equipe                 | Cidade        | Estádio                | Capacidade | Treinador           |
| ---------------------- | ------------- | ---------------------- | ---------- | ------------------- |
| Birmingham City        | Birmingham    | St Andrew's Stadium    | 30 079     | Gary Rowett         |
| Blackburn              | Blackburn     | Ewood Park             | 31 367     | Gary Bowyer         |
| Blackpool              | Blackpool     | Bloomfield Road        | 16 200     | Lee Clark           |
| Bolton Wanderers       | Bolton        | Reebok Stadium         | 28 723     | Neil Lennon         |
| Bournemouth            | Bournemouth   | Dean Court             | 10 700     | Eddie Howie         |
| Brentford              | Londres       | Griffin Park           | 12 763     | Mark Warburton      |
| Brighton & Hove Albion | Brighton      | AMEX Community Stadium | 27 350     | Sami Hyypiä         |
| Cardiff City           | Cardiff       | Cardiff City Stadium   | 33 000     | Ole Gunnar Solskjær |
| Charlton Athletic      | Londres       | The Valley             | 27 111     | Bob Peeters         |
| Derby County           | Derby         | Pride Park Stadium     | 33 502     | Steve McClaren      |
| Fulham                 | Londres       | Craven Cottage         | 25 700     | Kit Symons          |
| Huddersfield Town      | Huddersfield  | Galpharm Stadium       | 24 500     | Mark Lillis         |
| Ipswich Town           | Ipswich       | Portman Road           | 30 311     | Mick McCarthy       |
| Leeds United           | Leeds         | Elland Road            | 39 402     | Neil Redfearn       |
| Middlesbrough          | Middlesbrough | Riverside Stadium      | 34 998     | Aitor Karanka       |
| Millwall               | Londres       | The Den                | 19 734     | Ian Holloway        |
| Norwich City           | Norwich       | Carrow Road            | 27 244     | Neil Adams          |
| Nottingham Forest      | Nottingham    | City Ground            | 30 576     | Stuart Pearce       |
| Reading                | Reading       | Madejski Stadium       | 24 161     | Steve Clarke        |
| Rotherham United       | Rotherham     | New York Stadium       | 12 021     | Steve Evans         |
| Sheffield Wednesday    | Sheffield     | Hillsborough Stadium   | 39 812     | Stuart Gray         |
| Watford                | Watford       | Vicarage Road          | 17 504     | Slaviša Jokanović   |
| Wigan                  | Wigan         | DW Stadium             | 25 135     | Malky Mackay        |
| Wolverhampton          | Wolverhampton | Molineux Stadium       | 31 700     | Kenny Jackett       |

## Classificação
| Pos | Equipes                  | Pts | J  | V  | E  | D  | GM | GS | SG  |
| --- | ------------------------ | --- | -- | -- | -- | -- | -- | -- | --- |
| 1.  | Bournemouth              | 90  | 46 | 26 | 12 | 8  | 98 | 45 | +53 |
| 2.  | Watford                  | 89  | 46 | 27 | 8  | 11 | 91 | 50 | +41 |
| 3.  | Norwich City             | 86  | 46 | 25 | 11 | 10 | 88 | 48 | +40 |
| 4.  | Middlesbrough            | 85  | 46 | 25 | 10 | 11 | 68 | 37 | +31 |
| 5.  | Brentford                | 78  | 45 | 22 | 12 | 11 | 70 | 51 | +19 |
| 6.  | Ipswich Town             | 78  | 45 | 21 | 14 | 10 | 85 | 53 | +32 |
| 7.  | Wolverhampton Wanderers  | 78  | 45 | 22 | 9  | 14 | 75 | 59 | +16 |
| 8.  | Derby County             | 77  | 45 | 21 | 12 | 12 | 66 | 54 | +12 |
| 9.  | Blackburn Rovers         | 67  | 45 | 16 | 16 | 13 | 63 | 57 | +6  |
| 10. | Birmingham City          | 63  | 45 | 14 | 18 | 13 | 54 | 57 | -3  |
| 11. | Cardiff City             | 62  | 45 | 15 | 15 | 15 | 53 | 64 | -11 |
| 12. | Charlton Athletic        | 60  | 45 | 15 | 14 | 16 | 70 | 67 | +3  |
| 13. | Sheffield Wednesday      | 60  | 45 | 15 | 14 | 16 | 55 | 60 | -5  |
| 14. | Nottingham Forest        | 59  | 45 | 14 | 17 | 14 | 42 | 48 | -6  |
| 15. | Leeds United             | 56  | 45 | 15 | 10 | 20 | 50 | 61 | -11 |
| 16. | Huddersfield Town        | 54  | 45 | 13 | 15 | 17 | 58 | 75 | -17 |
| 17. | Fulham                   | 52  | 45 | 14 | 10 | 21 | 60 | 79 | -19 |
| 18. | Bolton Wanderers         | 51  | 44 | 13 | 12 | 19 | 54 | 63 | -9  |
| 19. | Reading                  | 50  | 44 | 12 | 11 | 21 | 44 | 67 | -23 |
| 20. | Brighton and Hove Albion | 47  | 45 | 10 | 16 | 19 | 44 | 54 | -10 |
| 21. | Rotherham United         | 46  | 44 | 10 | 15 | 19 | 44 | 66 | -22 |
| 22. | Millwall                 | 41  | 45 | 9  | 14 | 22 | 40 | 72 | -32 |
| 23. | Wigan Athletic           | 39  | 45 | 9  | 12 | 24 | 39 | 61 | -22 |
| 24. | Blackpool                | 25  | 45 | 4  | 13 | 28 | 36 | 91 | -55 |

## Play-Off
Play-Off é uma fase extra disputada entre o terceiro ao sexto colocado para definir o terceiro clube promovido para a Premier League. O terceiro enfrenta o sexto colocado, e o quarto enfrenta o quinto colocado em jogos de ida e volta. O vencedor de cada partida se enfrenta em jogo único no Estádio de Wembley, em Londres.
| \| \| Classificado para a Premier League 2015/16 \| \| \| Classificado para o play-off de acesso \| \| \| Rebaixado a Football League One 2015/16 \| - Football League - Football League Championship - Premier League de 2014–15 - Football League One |                                            |
| | Classificado para a Premier League 2015/16 |
| | Classificado para o play-off de acesso     |
| | Rebaixado a Football League One 2015/16    |